# 大宝 (名古屋市)
大宝（たいほう）は、愛知県名古屋市熱田区の地名。現行行政地名は大宝一丁目から大宝四丁目。住居表示実施。

## 地理
名古屋市熱田区西部に位置する。東は熱田西町、西は西郊通、北は熱田西町・西郊通に接する。

## 歴史
大部分が江戸期まで熱田村であった地域で、熱田神宮領の田園地帯であった。

### 町名の由来
昭和期に成立した新町名であるが、由来は定かではない。当地が熱田神宮の神領であったことから熱田神宮を意味する「宝来」と熱田西町の小字名「大興」（だいこう）および「大起」（おおおこし）の「大」の字を組み合わせたとの説がある。また海部郡飛島村の旧家「大宝家」の小作地があったとの説もあるが、確証はないという。

### 行政区画の変遷
- 1952年（昭和27年）3月25日 - 熱田区野立町・熱田西町（字大起・中起・鍋弦・西起）の各一部により、同区大宝町が成立する[1]。
- 1976年（昭和51年）8月29日 - 熱田区熱田西町（字大起・大興・中起・比々野）・西郊通・中起町・西町通の各一部により同区大宝一丁目が、熱田西町（字大起・大興）・西町通の各一部により同区大宝二丁目が、大宝町・鍋鉉町・西町通・熱田西町（字大起・鍋弦・比々野）・西郊通の各一部により同区大宝三丁目および同四丁目が成立し、大宝町は大宝三丁目および同四丁目・四番一丁目に編入され廃止[1]。
- 1989年（平成元年）2月27日 - 中起町の全域および西郊通・熱田西町の各一部が大宝一丁目に、熱田西町の一部が大宝二丁目に編入される[1]。また、大宝二丁目の一部が熱田西町に編入される[1]。

## 世帯数と人口
2018年（平成30年）12月1日現在の世帯数と人口は以下の通りである。
| 丁目       | 世帯数    | 人口    |
| ---------- | --------- | ------- |
| 大宝一丁目 | 753世帯   | 1,341人 |
| 大宝二丁目 | 635世帯   | 1,441人 |
| 大宝三丁目 | 512世帯   | 1,028人 |
| 大宝四丁目 | 588世帯   | 1,247人 |
| 計         | 2,488世帯 | 5,057人 |

## 学区
市立小・中学校に通う場合、学校等は以下の通りとなる。また、公立高等学校に通う場合の学区は以下の通りとなる。
| 丁目       | 番・番地等 | 小学校               | 中学校                 | 高等学校 |
| ---------- | ---------- | -------------------- | ---------------------- | -------- |
| 大宝一丁目 | 全域       | 名古屋市立大宝小学校 | 名古屋市立日比野中学校 | 尾張学区 |
| 大宝二丁目 | 全域       | 名古屋市立大宝小学校 | 名古屋市立日比野中学校 | 尾張学区 |
| 大宝三丁目 | 全域       | 名古屋市立大宝小学校 | 名古屋市立日比野中学校 | 尾張学区 |
| 大宝四丁目 | 全域       | 名古屋市立大宝小学校 | 名古屋市立日比野中学校 | 尾張学区 |

## 施設
- 名古屋市交通局日比野変電所[3]

### 大宝一丁目
- 八幡神社[3]
- 大宝交番[3]
- 大宝第一公園

2009年（平成21年）10月26日供用開始。

### 大宝二丁目
- 名古屋学院大学名古屋キャンパスたいほう
- 都市機構白鳥パークハイツ大宝
- 国家公務員宿舎白鳥住宅[3]
- 大宝第二公園

1997年（平成9年）12月25日供用開始。

### 大宝三丁目

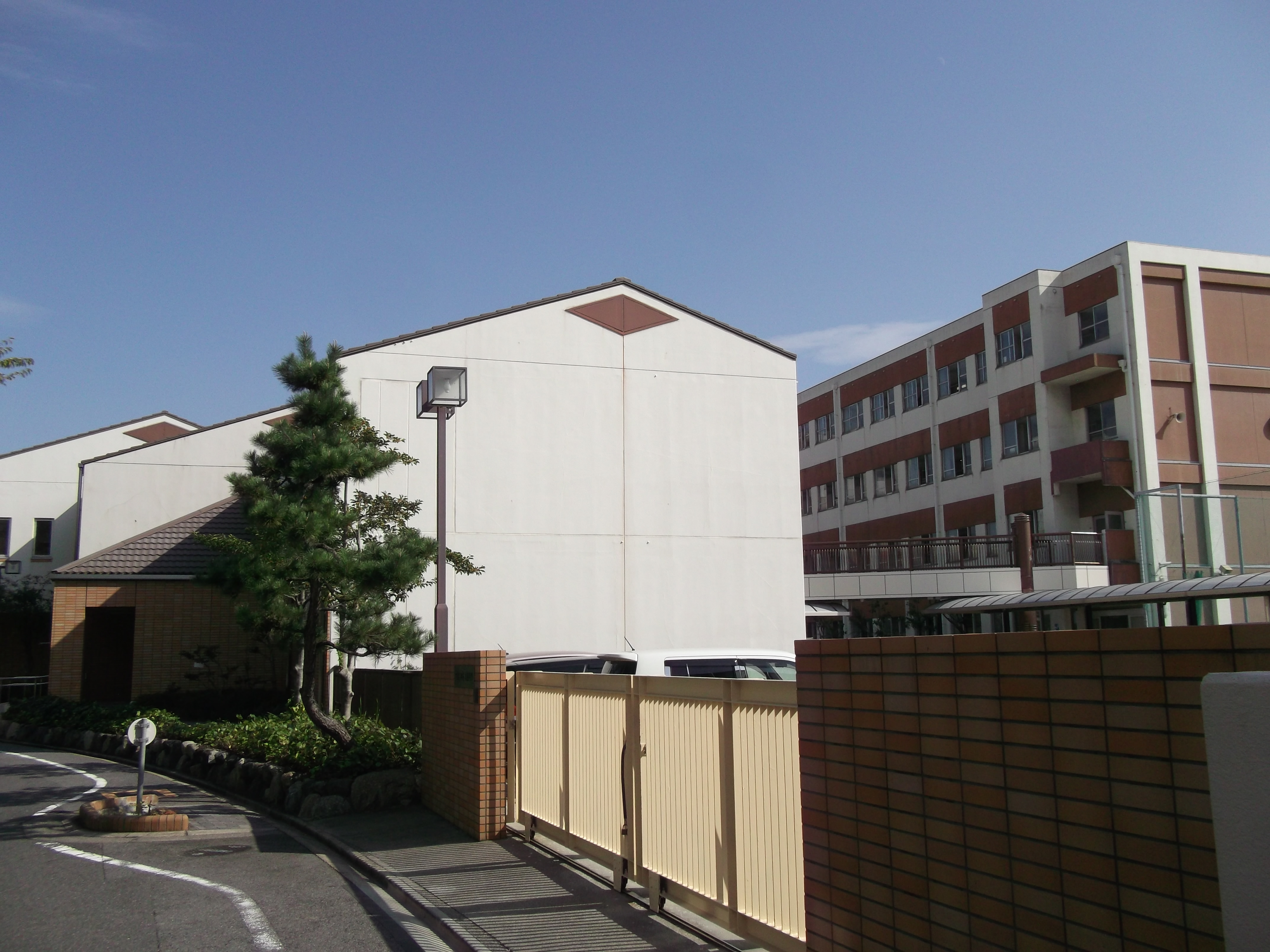
名古屋市立大宝小学校
- 真宗大谷派西方寺[3]
- ひびの保育園[3]
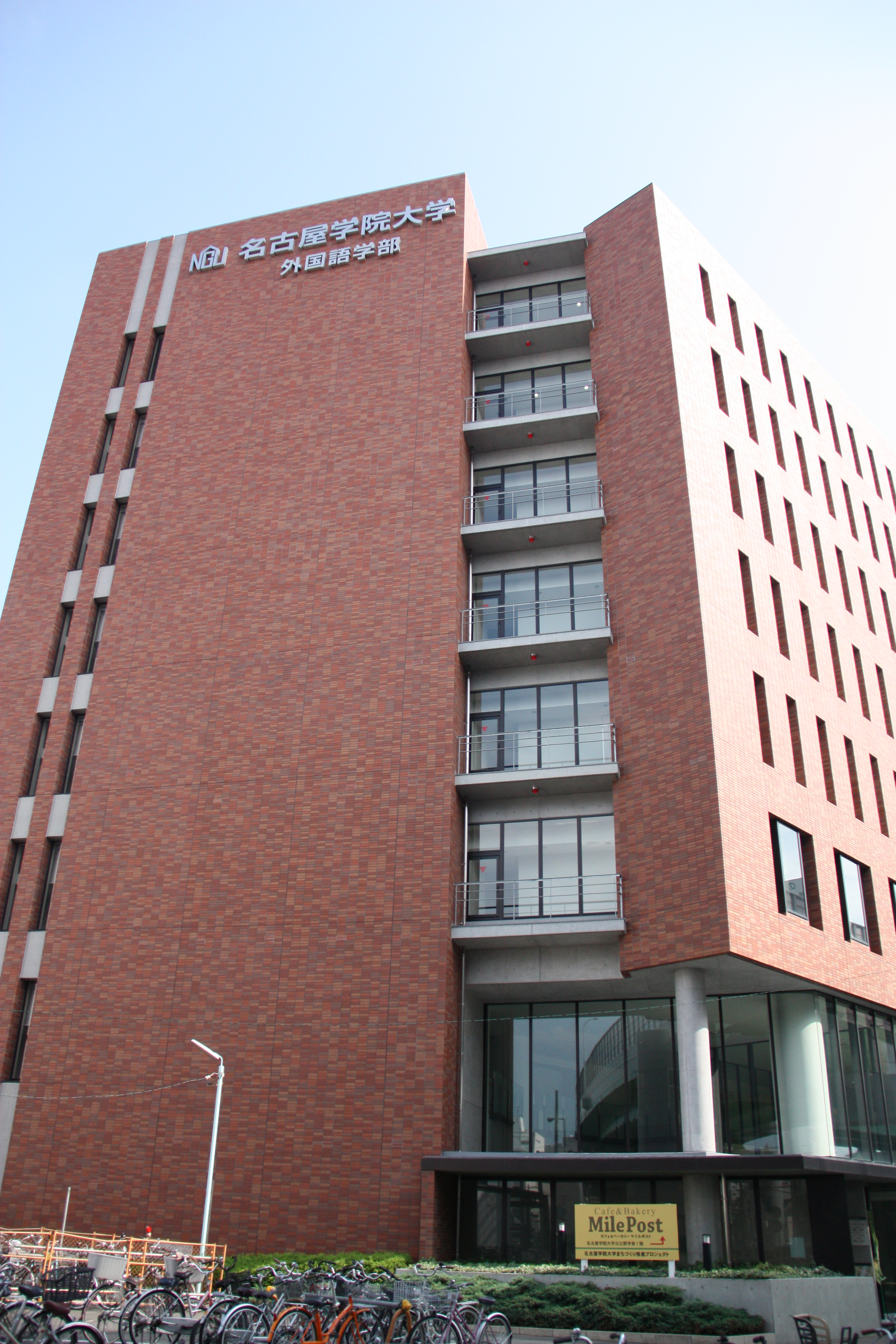
名古屋学院大学名古屋キャンパスひびの

- 名古屋市立大宝小学校
- 名古屋学院大学名古屋キャンパスひびの

### 大宝四丁目
- 名古屋市立日比野中学校[3]
- 西町公園[3]

1956年（昭和31年）10月15日供用開始。
- 聖テレジア幼稚園[3]
- カトリック日比野教会
- 大宝郵便局[3]
- 名古屋情報メディア専門学校

- 名古屋市立日比野中学校
- 名古屋情報メディア専門学校

## その他

### 日本郵便
- 郵便番号 : 456-0062[WEB 3]（集配局：熱田郵便局[WEB 9]）。

### WEB
1. 1 2  “愛知県名古屋市熱田区の町丁・字一覧”.   人口統計ラボ. 2017年7月23日閲覧。
2. 1 2  “町・丁目(大字)別、年齢(10歳階級)別公簿人口(全市・区別)”.   名古屋市 (2018年12月20日). 2019年1月6日閲覧。
3. 1 2  “郵便番号”.  日本郵便. 2019年1月6日閲覧。
4. ↑  “市外局番の一覧”.   総務省. 2019年1月6日閲覧。
5. ↑  名古屋市役所市民経済局地域振興部住民課町名表示係 (2015年10月21日). “熱田区の町名一覧”.   名古屋市. 2017年7月23日閲覧。
6. ↑  “市立小・中学校の通学区域一覧”.   名古屋市 (2018年11月10日). 2019年1月14日閲覧。
7. ↑  “平成29年度以降の愛知県公立高等学校（全日制課程）入学者選抜における通学区域並びに群及びグループ分け案について”.   愛知県教育委員会 (2015年2月16日). 2019年1月14日閲覧。
8. 1 2 3  “都市公園の名称、位置及び区域並びに供用開始の期日” (2019年5月1日). 2019年11月3日閲覧。
9. ↑  郵便番号簿 平成29年度版 - 日本郵便. 2019年01月06日閲覧 (PDF)

### 書籍
1. 1 2 3 4 5 6  名古屋市計画局 1992, p. 813.
2. ↑  “市外局番の一覧”.   総務省. 2019年1月6日閲覧。
3. 1 2 3 4 5 6 7 8 9 10 11 12 13  「角川日本地名大辞典」編纂委員会 1989, p. 1445.

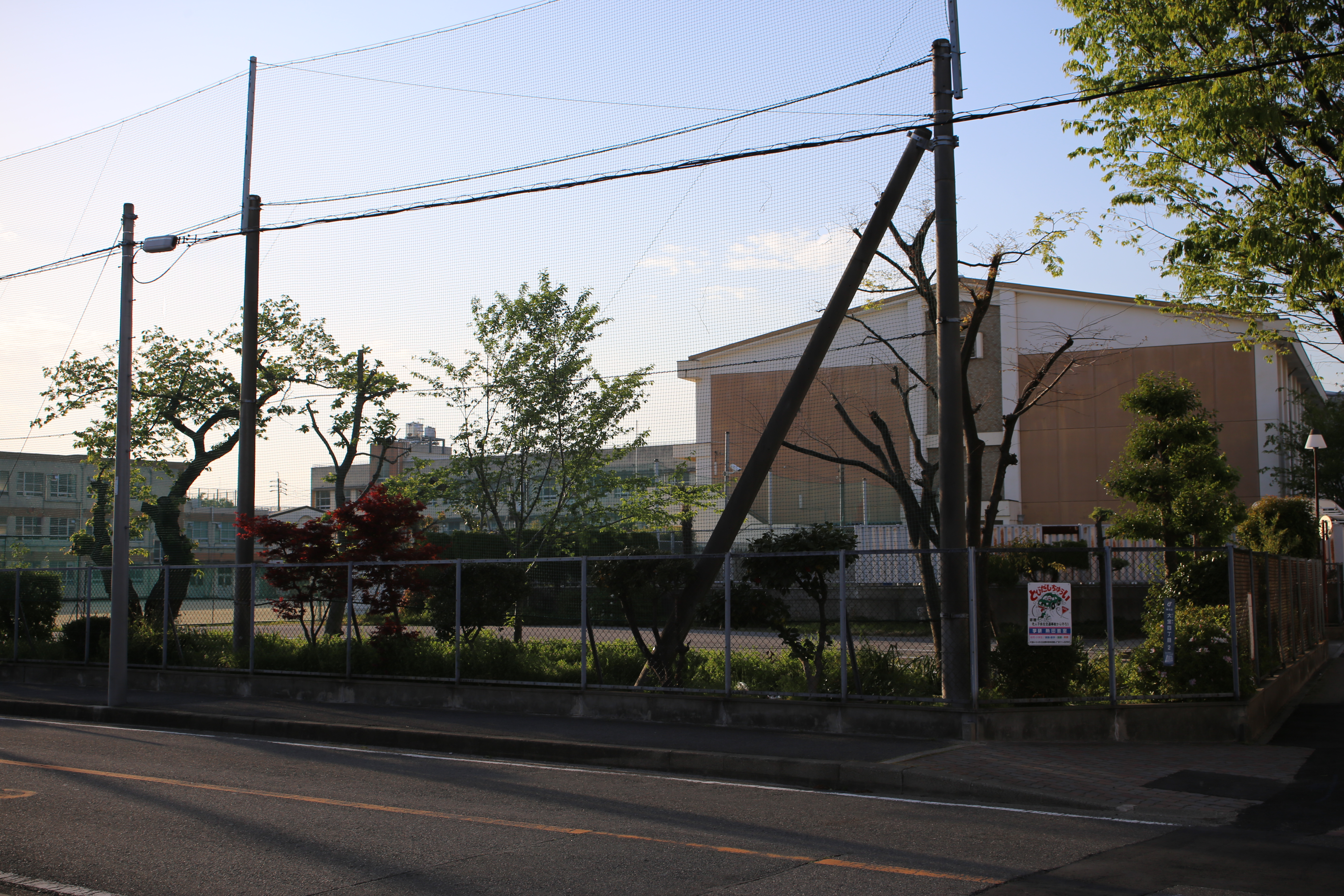
名古屋市立日比野中学校
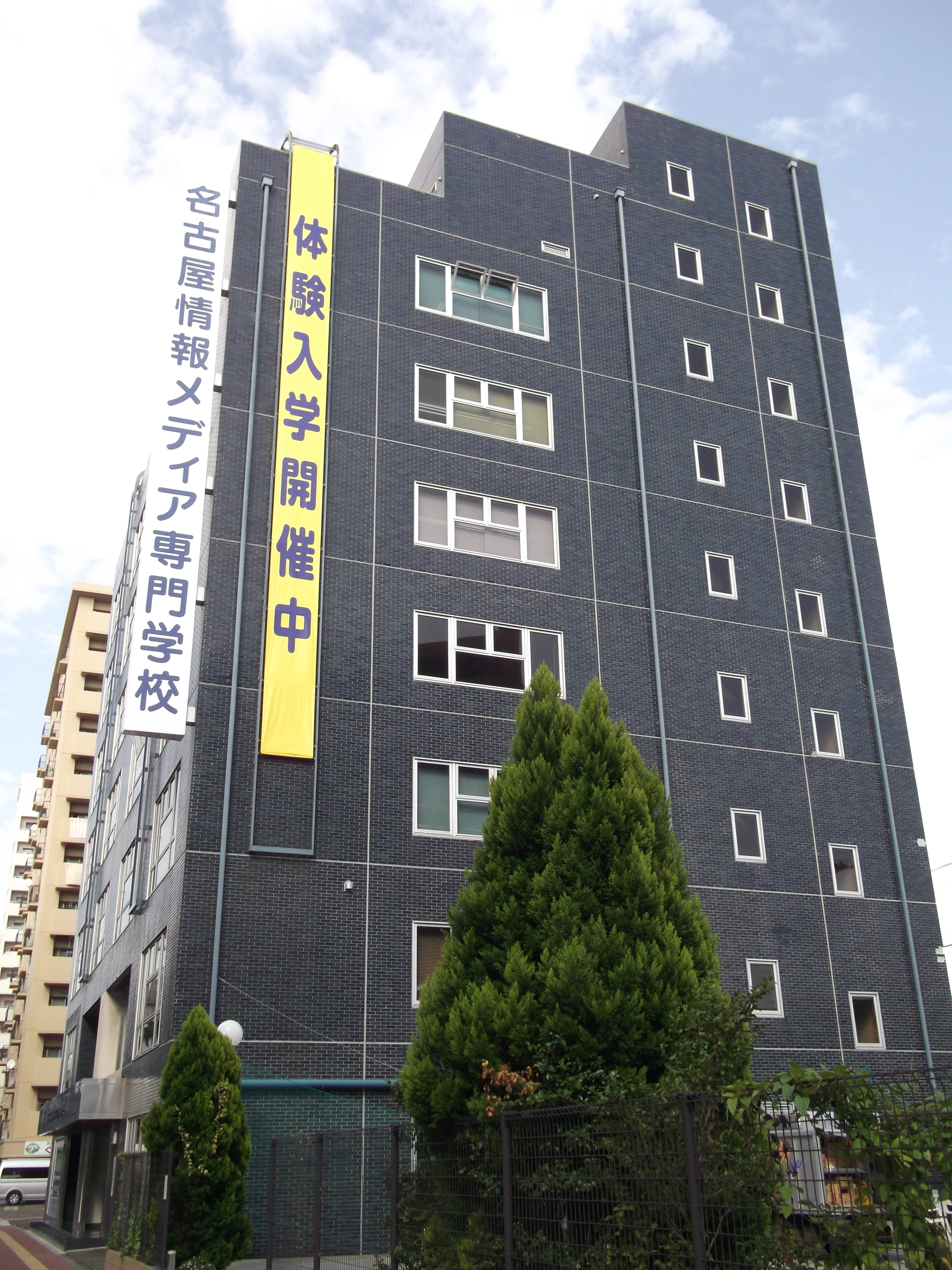
名古屋情報メディア専門学校

4. 1 2  名古屋市熱田区役所区民室広報広聴係 1990, p. 巻末資料.